# Compact Modular Architecture

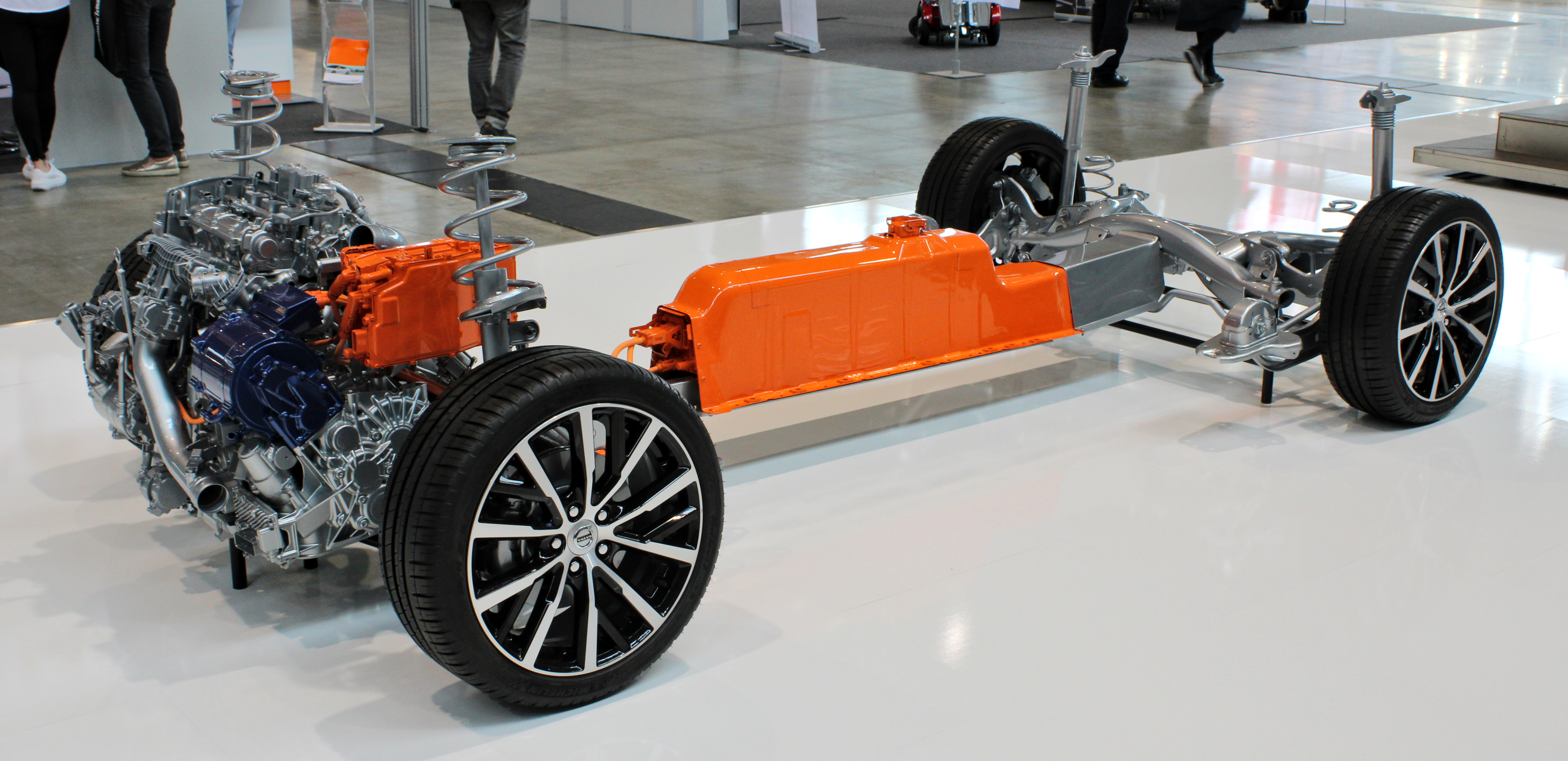
Compact Modular Architecture

Compact Modular Architecture, förkortat CMA, är en bilplattform utvecklad av Volvo Personvagnar i samarbete med likaledes Zhejiang Geely Holding Group-ägda China Euro Vehicle Technology.
Plattformen används av en rad märken och modeller inom Geely-gruppen.

## Modeller byggda på CMA-plattformen
- Lynk & Co 01 (2017)
- Volvo XC40 (2017)
- Lynk & Co 02 (2018)
- Lynk & Co 03 (2018)
- Geely Xingyue (2019)
- Lynk & Co 05 (2019)
- Geely Xingrui (2020)
- Polestar 2 (2020)
- Volvo EC40 (2022)
- Geely Boyue Cool (2023)
- Geely Galaxy L7 (2023)
- Lynk & Co 08 (2023)
- Lotus Emira (2022)